# Exogonoides
Exogonoides is een geslacht van borstelwormen uit de familie van de Syllidae.

## Soorten
- Exogonoides antennata Day, 1963
- Exogonoides joaoi Fukuda, San Martín, Carrerette & Paresque, 2016